# Он — это пуля
«Он — это пуля» (дословный перевод: «Бог — это пуля»; англ. God Is a Bullet) — американский криминальный триллер режиссёра Ника Кассаветиса по одноимённому роману Бостона Терана. В фильме снялись Николай Костер-Вальдау, Майка Монро, Джейми Фокс, Дженьюари Джонс и Эндрю Дайс Клэй. Премьера фильма в кинотеатрах США состоялась 23 июня 2023 года.

## Сюжет
Бывшую жену заместителя детектива Боба Хайтауэра убивают, а его дочь похищают члены сатанинского культа. Официальное расследование этих преступлений движется плохо, поэтому Боб уходит из полиции, делает татуировки и пытается внедриться в культ, чтобы выследить его лидера, Сайруса. В этом ему помогает одна из жертв культа, Кейс Хардин — единственная, кому удалось сбежать из секты.

## В ролях
- Николай Костер-Вальдау — Боб Хайтауэр[6]
- Майка Монро — Кейс Хардин[7]
- Джейми Фокс[3] — перевозчик
- Дженьюари Джонс[3] — Морин
- Эндрю Дайс Клэй[3]
- Карл Глусман[8] — Сайрус[9]
- Дэвид Торнтон[8] — Артур
- Пол Йоханссон[8] — Джон Ли
- Джонатан Такер[8] — Эррол Грей
- Итан Сапли[8] — Гаттер[10]
- Гарретт Уэринг[8] — Вуд
- Брендан Секстон III[8] — «бабушкин мальчик»
- Вирджиния Кассаветис[8] — Лена
- Хлои Гай[8] — Габи

## Производство
Съёмки начались в Мехико в мае 2021 года и завершились в Нью-Мексико в августе того же года.
Премьера фильма в кинотеатрах США состоялась 23 июня 2023 года, а 11 июля фильм выйдет на цифровых платформах.

## Восприятие
Кинокритик Станислав Ф. Ростоцкий («Коммерсантъ») отметил неудачный, на его взгляд, кастинг фильма и предположил, что роль Хайтауэра лучше бы исполнил Николас Кейдж. Роберт Абель из Los Angeles Times посчитал фильм утомительным и сравнил его с «пережаренным блюдом». По мнению автора Screen Rant Гранта Херманса, у Кассаветиса получилась сильная работа, в дальнейшем способная претендовать на культовый статус.